# Niels Öffenberger

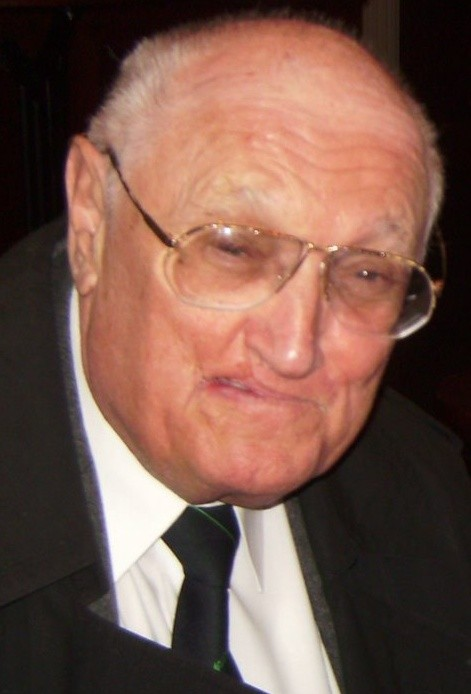
Niels Öffenberger

Niels Öffenberger (* 9. März 1930 in Kronstadt) ist ein deutscher Philosoph und Logiker.
Von Albert Mennes Ansatz ausgehend ist er im Bereich der Erforschung der modernen Deutung der aristotelischen Logik tätig. Insbesondere gelang es ihm nachzuweisen, dass sich Grundzüge einer mehrwertigen Logik aus der aristotelischen Logik (Klassische Logik) ableiten lassen.

## Leben
Nach seiner Promotion 1969 war Öffenberger zuerst als Humboldt-Stipendiat, später als wissenschaftlicher Mitarbeiter bis 1995 am Philosophischen Seminar der Universität Münster tätig. 2003 habilitierte er sich in Ungarn an der Universität Pécs in Philosophie und übernahm im gleichen Jahr eine Gastdozentur an der Katholischen Universität in Chile zur modernen Deutung der aristotelischen Logik. 2008 wurde er zum Professor an der Universität Pécs ernannt.
Im Rahmen seiner wissenschaftlichen Tätigkeit bemühte er sich insbesondere um die Förderung internationaler philosophischer Beziehungen, insbesondere durch die deutsch-argentinische, die deutsch-chilenische, die deutsch-rumänische und die deutsch-ungarische Gesellschaften für Philosophie, deren Aufbau er als Gründungsmitglied und als Vizepräsident beziehungsweise Generalsekretär mitgeprägt hat.

## Werke
- Zur modernen Deutung der aristotelischen Logik, begr. von Albert Menne und Niels Öffenberger. Hrsg. von Niels Öffenberger. Olms, Hildesheim 1982 ff. (DNB 01048468X)
  - Zur Vorgeschichte der mehrwertigen Logik in der Antike (= Zur modernen Deutung der aristotelischen Logik. Band 4). Olms, Hildesheim/Zürich/New York 1990, ISBN 3-487-09350-2.
    - Contribuţii la preistoria logicii polivalente în antichitate. Ed. Saeculum, Bucureşti 1993, ISBN 973-9071-25-2.
    - A többértékű logika előtörténete az ókorba. Janus Pannonius Egyetemi K., Pécs 1994, ISBN 963-641-338X.
    - On the prehistory of many valued logic in antiquitiy (= Existentia. Supplementa. Band 1). Soc. Philosophia Classica, Szeged/Budapest 1995, OCLC 500660800.
    - La preistoria della logica polivalente nell'antichità (= Philosophica. Band 130). ETS, Pisa 2014, ISBN 88-467-3978-7.

| Personendaten    | Personendaten                   |
| ---------------- | ------------------------------- |
| NAME             | Öffenberger, Niels              |
| KURZBESCHREIBUNG | deutscher Philosoph und Logiker |
| GEBURTSDATUM     | 9. März 1930                    |
| GEBURTSORT       | Kronstadt                       |